# Kumaragiri
Kumaragiri es una ciudad censal situada en el distrito de Thoothukudi en el estado de Tamil Nadu (India). Su población es de 13344 habitantes (2011). Se encuentra a 14 km de Thoothukudi y a 43 km de Tirunelveli.

## Demografía
Según el censo de 2011 la población de Kumaragiri era de 13344  habitantes, de los cuales 6735 eran hombres y 6609 eran mujeres. Kumaragiri tiene una tasa media de alfabetización del 92,05%, superior a la media estatal del 80,09%: la alfabetización masculina es del 95%, y la alfabetización femenina del 89,03%.